# Нова българистика (Нов български университет)
Департамент „Нова българистика“ на Нов български университет е учреден през 1994 г. с първи ръководител проф. д-р Александър Кьосев. В периода 1998 – 2010 г. ръководител на департамента е проф. Михаил Неделчев, през 2010 – 2012 г. – проф. Мони Алмалех, д.н., през май 2012 г. – юни 2020 г. – проф. Пламен Дойнов, д.н., а от 1 юли 2020 г. – доц. д-р Морис Фадел.

## Мисия
От основаването си департамент „Нова българистика“ си поставя като главна задача да обнови методологически и тематично една традиционна специалност, каквато е българската филология, да я отвори към едно по-широко социокултурно изследователско поле, както и към новите динамики в образователната сфера. Една от стратегиите на Департамента е да въвлича живата, актуална литература в цялостния си изследователски и образователен проект. Това става както чрез работата на писателите и поетите, членове на Департамента, така и чрез други действащи, популярни днес, български писатели, които редовно изнасят лекции, правят беседи със студентите и литературни четения – всичко това под мотото „Писателите в Университета“. В тази връзка се правят юбилейни конференции за знакови живи автори на българската литература.

## Програми
Бакалавърските програми на департамента през годините са „Хуманитаристика: Литература“, „Литература и литературознание“, „Език и литература“, „Български език и литература“ и „Българистика“ (от 2011).
Департаментът има две действащи магистърски програми – „Творческо писане“ и „Литература, книгоиздаване, медии“, и една докторска – „Теория и история на литературата“.

## Преподаватели
Преподавателите от Департамента са автори и на редица авторски изследвания, монографии, сборници със статии с влияние в литературоведския и изобщо в хуманитарния контекст в България. Двама от тях са били главни редактори на основните периодични издания на НБУ – списанието за университетска култура „Следва“ (Биляна Курташева) и на вестника на НБУ „Университетски дневник“ (Морис Фадел).

### Литературоведи
- проф. Михаил Неделчев
- проф. Пламен Дойнов, д.н.
- доц. Морис Фадел, д.н.
- доц. д-р Едвин Сугарев
- доц. д-р Емилия Дворянова
- доц. д-р Татяна Фед
- доц. д-р Йордан Ефтимов
- доц. д-р Биляна Курташева
- доц. д-р Мария Огойска
- доц. д-р Мая Ангелова-Анастасова
- гл. ас. д-р Илвие Конедарева

- Проф. Михаил Неделчев по време на Шестите Атанасславови четения в Нов български университет, 18 януари 2016 г.
- Доц. Едвин Сугарев през 2010 г.
- Проф. Пламен Дойнов, 7 юли 2020
- Доц. Йордан Ефтимов на премиерата на „Книга за модерните българи“ от Веселин Методиев, Център за книгата на НБУ, 20 януари 2022 г.
- Доц. Биляна Курташева на премиерата на книгата на проф. Веселин Методиев „Книга за модерните българи. Срещи с автори на „Златорог“. Център за книгата на НБУ, 20 януари 2022 г.

### Езиковеди
- проф. Иван Касабов
- проф. Мони Алмалех, д.н.
- доц. д-р Борислав Георгиев
- доц. д-р Ирина Георгиева
- доц. д-р Галина Куртева
- гл. ас. д-р Ивана Давитков

- Доц. Борислав Георгиев

## Семинар на департамента
От основаването си департаментът има постоянно действащ семинар, който отначало се нарича „Теоретичен семинар на департамент „Нова българистика“, след това „Литературата в края на краищата“, а днес – „Семинар на департамент „Нова българистика“. Семинарът подлага на академична дискусия теоретични проблеми като условността на постмодернизма в България, формите на готическия роман и готическото, литературния канон и съвременното книгоиздаване, литературното образование в съвременна България, историческите времена и периодизацията, както и конкретни казуси като авторството на последния роман на Христо Калчев и шумното есе „Нерадикален манифест. Към критика на гилдийната идеология“ на Александър Кьосев.

## Литературноисторическа школа
Предшественик на Литературноисторическата школа на НБУ е Текстологическата школа на НБУ, развивала се в периода 2004 – 2008 г. със секретар Лора Шумкова.
Самата Литературноисторическа школа на НБУ е създадена през 2011 г. по инициатива на проф. Михаил Неделчев, който е и неин ръководител. Школата има амбицията да се превърне в основен център за формулиране на съвременните принципи за създаване на литературна история, за обновяване на теоретическите постановки и за реализиране на конкретни проекти. Созополските срещи са едни от най-важните събития в живота на школата.
В школата активно участват и изследователи от Института за литература при БАН, Великотърновския университет и Югозападния университет в Благоевград.

## Школа по творческо писане
От създаването си департаментът развива отначало курсове, а след това програми и летни школи по творческо писане с майсторски класове по поезия и проза и клас по критика и публицистика. Първият преподавател по творческо писане е поетът Кирил Мерджански (в периода 1998 – 2001 г.).
Днес в програмите по творческо писане участват всички членове на департамента (сред които носителите на множество национални награди за поезия и драматургия Пламен Дойнов и Йордан Ефтимов), но ръководител на магистърската програма и Лятната школа е романистката Емилия Дворянова, доцент по творческо писане.

## Изследователски проекти
Колективните изследователски проекти на „Нова българистика“ са „Годините на литературата“, „Литературата на НРБ: история и теория“, „Личности“, материализирани в публикувани сборници.

## Годишник на департамента
От 2012 г. департаментът издава електронен годишник – „Българистика Nuova“. В него се публикуват научноизследователски трудове на преподаватели, материали, свързани с гостуващи преподаватели, рецензии за книги на членовете на департамента. Представят се и най-добрите текстове на дипломиращите се през годината бакалаври, магистри и докторанти, както и художествени текстове (разкази, есета и стихотворения) на участници в програмите по творческо писане.

## Издателска програма на департамента
Департаментът реализира книги в рамките на Издателския център на НБУ, но и в сътрудничество с различни издателства на академична литература.
- Владимир Трендафилов, Неизличимият образ в огледалото: Актуалната българска рецепция на Англия, англичанина и английската мисъл през ХIХ и началото на ХХ век. Библиотека „Нова българистика“. София: Кралица Маб, 1996, 319 с.
- Инна Пелева, Ботев: Тялото на национализма. Библиотека „Нова българистика“. София: Кралица Маб, 1998, 325 с. (ISBN 978-954-533-023-0)
- Българският канон? Кризата на литературното наследство. Съст. Александър Кьосев, 1998.
- Четенето в епохата на медии, компютри и Интернет. Сборник с доклади от Международната конференция в чест на проф. Волфганг Изер (София, 2000). Съст. Огнян Ковачев и Александър Кьосев. София: Фигура, 2003.[21]
- Литературни култури и социални митове: Сборник в чест на 60-годишнината на Михаил Неделчев, т. 1 и 2, съст. Йордан Ефтимов, Биляна Курташева и Боян Манчев, изд. НБУ, поредица „Нова българистика“, С., 2003 и 2005. (ISBN 954-535-319-8)
- Да четем Далчев, съст. Йордан Ефтимов и Биляна Курташева, изд. НБУ, С., 2006, 294 с. (ISBN 954-535-431-3)

Библиотека „Личности“
- Николай Кънчев в българската литература и култура. Библиотека „Личности“. Книга първа. София: Кралица Маб, 2008. (ISBN 978-954-533-088-9)
- Иван Динков в българската литература и култура. Библиотека „Личности“. Книга втора. София: Кралица Маб. (ISBN 978-954-533-093-3)
- Иван Теофилов в българската литература и култура. Библиотека „Личности“. Книга трета. София: Кралица Маб, 2009. (ISBN 978-954-533-095-7)
- Константин Павлов в българската литература и култура. Библиотека „Личности“. Книга четвърта. София: Кралица Маб, 2009. (ISBN 978-954-533-096-4)
- Христо Фотев в българската литература и култура. Библиотека „Личности“. Книга пета. София: Кралица Маб, 2010. (ISBN 978-954-533-101-5)
- Биньо Иванов в българската литература и култура. Библиотека „Личности“. Книга шеста. София: Кралица Маб, 2010. (ISBN 978-954-533-103-9)
- Екатерина Йосифова в българската литература и култура. Библиотека „Личности“. Книга седма. София: Кралица Маб, 2011. (ISBN 978-954-533-111-4)
- Иван Цанев в българската литература и култура. Библиотека „Личности“. Книга осма. София: Кралица Маб, 2013, 256 с. (ISBN 978-954-533-120-6)
- Борис Христов в българската литература и култура. Библиотека „Личности“. Книга девета. София: Кралица Маб, 2013, 216 с. (ISBN 978-954-533-129-9)

Поредица „Годините на литературата“
- 1956. Априлският пленум и литературата. Унгарското въстание и българските писатели. Власт и публичност. Поредица „Годините на литературата“ – книга 1. НБУ, С., 2007. (ISBN 978-954-535-461-8)
- 1907. Годината на интелигентите. Литература и автономия. Началата на модернизма. Поредица „Годините на литературата“ – книга 2. НБУ, Изд. Ciela. С., 2008.
- 1968. Годината на гневното слънце. София – между Париж и Прага. Пражката пролет и българската литература. Поредица „Годините на литературата“ – книга трета. НБУ, Изд. Ciela. С., 2009. (ISBN 978-954-28-0401-7)
- 1989. Раздвоената година. Поредица „Годините на литературата“ – книга 4. Изд. Ciela, С., 2010. (ISBN 978-954-28-0707-0)
- 1910. Представителната година. Поредица „Годините на литературата“ – книга 5. Изд. Ciela, С., 2011. (ISBN 978-954-28-0919-7)
- 1962. Годината на измамната свобода. Поредица „Годините на литературата“ – книга 6. Изд. Кралица Маб, С., 2013, 343 с. (ISBN 978-954-533-126-8)

Поредица „Литературата на НРБ: История и теория“
- Социалистическият реализъм: нови изследвания. Поредица „Литературата на НРБ: История и теория“ – книга 1. съст. Пламен Дойнов, НБУ, С., 2008.
- Соцреалистически канон / Алтернативен канон. Поредица „Литературата на НРБ: История и теория“ – книга 2. съст. Пламен Дойнов, ИК „Пан“, Департамент „Нова българистика“ на НБУ, С., 2009.
- Между мечтата и утопията. Нови изследвания и документи за Пеньо Пенев. Поредица „Литературата на НРБ: История и теория“ – книга 3. съст. Пламен Дойнов, ИК „Пан“, Департамент „Нова българистика“ на НБУ, С., 2009.
- Пламен Дойнов, Алтернативният канон: Поетите. Поредица „Литературата на НРБ: История и теория“ – книга 4. Нов български университет, С., 2012, 418 с. (ISBN 978-954-535-709-1)
- НРБ-литературата: История, понятия, подходи. Поредица „Литературата на НРБ: История и теория“ – книга 5. съст. Пламен Дойнов, ИК „Кралица Маб“, Департамент „Нова българистика“ на НБУ, С., 2013.[22]
- Йордан Ефтимов, Поетика на съгласието и несъгласието: Българската литература от 50-те до 90-те години на XX век и идеологията. Поредица „Литературата на НРБ: История и теория“ – книга 6. Нов български университет, С., 2013, 318 с. (ISBN 978-954-535-726-8)
- Евгений Добренко, Галин Тиханов, Биляна Курташева, Йордан Ефтимов, Михаил Неделчев, Морис Фадел, Пламен Дойнов. Литературите на СССР и НРБ: паралелни интерпретации. Поредица „Литературата на НРБ: История и теория“ – книга 7. съст. Пламен Дойнов, ИК „Кралица Маб“, Департамент „Нова българистика“ на НБУ, С., 2013, 352 с. (ISBN 978-954-533-132-9)
- Мая Ангелова, Българският производствен роман (между 50-те и 70-те години на ХХ век). Поредица „Литературата на НРБ: История и теория“ – книга 8. Нов български университет, С., 2014, 400 с. (ISBN 978-954-533-136-7)
- „9 септември 1944. Литература и политика“. съст. Пламен Дойнов. Поредица „Литературата на НРБ: История и теория“ – книга 9. София: Кралица Маб, Департамент „Нова българистика“ на НБУ, 2015, 370 с. ISBN 978-954-533-142-8.[23]
- Пламен Дойнов, Литература, размразяване, разлом. 1962. Поредица „Литературата на НРБ: История и теория“ – книга 10. София: Кралица Маб, Департамент „Нова българистика“ на НБУ, 2015, 315 с. (ISBN 978-954-533-144-2)
- Михаил Неделчев, „Ефектът на раздалечаването. Студии за литературата на Народна република България“. Поредица „Литературата на НРБ: История и теория“ – книга 11. София: Кралица Маб, Департамент „Нова българистика“ на НБУ, 2015, 394 с. ISBN 978-954-533-143-5.
- „Тихата лирика“ в българската литература“. съст. Пламен Дойнов и Иван Станков. Поредица „Литературата на НРБ: История и теория“ – книга 12. София: Кралица Маб, Департамент „Нова българистика“ на НБУ, 2015, 387 с. ISBN 978-954-533-147-3.